# Free-to-play
Free to play (F2P, de l'anglicisme de videojoc gratuït o bé gratis per a jugar traduït literalment) és un model de negocis dins de la indústria de videojocs que engloba els videojocs i aplicacions mòbils que els jugadors i usuaris poden descarregar i jugar sense haver de pagar.
El model va ser utilitzat per primera vegada a principis dels populars videojocs de multijugador massiu en línia orientats cap a jugadors casuals, abans de trobar una adopció més àmplia entre els jocs llançats pels principals distribuïdors de videojocs per a combatre la pirateria i requisits del sistema de perfil alt. No hi ha pagaments per avançat, els editors poden cobrar per objectes o anuncis integrats en el joc.

## Introducció
Aquest model va començar a usar-se en els videojocs de multijugador massiu en línia més coneguts com a MMO buscant atreure l'atenció dels jugadors casuals, abans que aquesta fos ocupada per algun altre joc amb major pes i per evitar la la pirateria. Al principi, aquests jocs eren més simples i tenien menys requisits, per això podien executar-se en ordinadors que no tinguessin un maquinari excessivament car. Alguns d'aquests jocs poden incloure publicitat dins del joc, com a petits anuncis en els temps de càrrega o que els personatges utilitzin diferents productes existents en la realitat.
Els jocs free to Play són la contrapart dels jocs Pay to Play en els quals és necessari un pagament inicial abans de poder jugar-ho. Els jocs Pay to Play solen ofereixen una experiència equitativa per a tots els jugadors, mentre que els free to play solen donar-li avantatges als usuaris que realitzen ingressos. Aquesta última modalitat es regeix davant un model anomenat freemium el qual és un model de negocis que funciona oferint serveis bàsics gratuïts, mentre es cobra per uns altres més avançats o especials.
No hi ha una diferència clara entre el shareware i el free to play, no obstant això les versions shareware normalment posseeixen moltes més restriccions i menys d'una cambra del total de les característiques funcionals que l'aplicació total posseeix. Si no hi ha cap forma d'ingressar diners o pagar en un joc, se li crida freeware.

## Història
L'origen del model free to play es remunta a aquests MMO els quals tenien com a objectiu als nens i els jugadors casuals, com per exemple Furcadia (1996), Neopets (1999) o RuneScape (2001). Aquest últim té aproximadament 10 milions de comptes actius per mes i posseeix aproximadament 200 milions de comptes creats i és reconegut pel llibre Guinness dels rècords com el MMORPG gratuït més popular del món. RuneScape té aproximadament 10 milions de comptes actius per mes, prop de 200 milions de comptes registrats.
Veient tals èxits, les companyies amb major pes econòmic van començar a utilitzar aquest model i van sortir a la llum projectes que actualment són bastant populars, com per exemple Farmville (Zynga, 2009), Battlefield Heroes (Electronic Arts, 2009), Free Realms (Sony, 2009), Quake live (aneu Programari 2010) i finalment, però no menys important, Team Fortress 2 (Valve 2011). D'altra banda, els desenvolupadors independents també van començar a fer jocs free to play, podent prendre iniciativa i innovar, ja que per als seus projectes no era necessari un pressupost enorme (al contrari que els jocs AAA) rebent a canvi una quantitat d'ingressos considerable, ja que normalment aquests desenvolupadors són un o dues persones.
Internet ha estat citat com la influència més gran sobre el creixement d'ús dels free to play, particularment entre les grans empreses de videojocs, a les quals constantment se'ls demana nou contingut, gratuït. En PC actualment sorgeix el conocidísimo problemes que fa que els jocs es vagin fent d'aquest model: la pirateria. A més posseeixen una experiència amb bastant publicitat i microtransacciones per aconseguir contingut extra.
Els primers jocs que van passar del model de subscripció mensual al free to play van ser The Lord of the Rings Online: Shadows of Angmar (2007), Age of Conan: Hyborian Adventures (2008), Champions Online (2009) i Heroes of Newerth (2010).
Actualment la modalitat free to play es coneix com una categoria nounada i les companyies de videojocs encara estan intentant determinar quin és la millor forma d'aconseguir els ingressos més alts amb els seus jocs. Els jugadors coincideixen que és millor pagar per un joc una determinada xifra, ja que és molt satisfactori saber tot el que el joc brinda, al contrari dels free to play, que moltes de les característiques requereixen microtransaccions fent que el terme pugui arribar a ser pres com a negatiu.
Charles Onyett comento a l'editorial d'IGN que "les compres cares i realitzades una vegada són un factor en extinció. Ell creu que el model el qual es regeix per pagar una vegada provocarà que els jocs desapareguin completament, potser quan la propera generació de consoles vegi la llum. Encara que admet que les companyies continuessin tenint petits problemes per vendre moltes unitats i que els desenvolupadors independents directament hauran de passar-se al model gratuït per poder sobreviure. Això es deu als ridículs preus ja preestablerts per les companyies amb un capital econòmic àmpliament superior a la dels desenvolupadors independents.

## Concepte
Alguns jocs tenen versions free to play i de pagament, les quals ofereixen una versió completa del joc i totes les actualitzacions disponibles. Tots dos tipus de joc, utilitzen un sistema comercial d'incentius per atreure nous usuaris. El terme "Free to Play" sol associar-se a MMO (multijugador massiu en línia). Alguns utilitzen el terme "Forever Free to Play" (FF2P) per distingir als MMO que prometen no cobrar una tarifa de subscripció d'aquells que comencen sent gratuïts però en el futur poden arribar a deixar de ser-ho, encara que això era abans i no sol passar actualment.
Diversos desenvolupadors de videojocs mantenen una versió free to play perquè la gent pugui provar el joc abans de pagar per ell. A més, ajuda a atreure més usuaris. Altres desenvolupadors generen beneficis per mitjà de la venda d'objectes dins del joc, els quals augmenten l'experiència del joc. Aquests objectes poden ser purament cosmètics, augmentar el poder dels jugadors o accelerar el progrés dins del joc. Una tècnica molt comuna és que els objectes comprats en realitat solament pots utilitzar-los durant un determinat període, perquè, una vegada transcorregut aquest temps, l'usuari torni a pagar una altra vegada per aquest objecte si vol tornar a utilitzar-ho.
La descàrrega i instal·lació d'aquests jocs és gratuïta, però una vegada que el jugador entri al joc, podrà comprar contingut com a objectes, personatges, mapes i de més articles.

## Crítiques
Als crítics de la categoria free to play els preocupa que els jugadors que paguen per elements especials tinguin avantatge respecte dels jugadors que no compren els mateixos elements; l'experiència de joc no va a ser tan agradable com en altres jocs, ja que els jugadors que van pagar més diners tenen més èxit que els que simplement es basen en la seva habilitat i esforç. Als jocs en els quals passa això se'ls crida "Pay to Win" (que en anglès és Paga per guanyar) (abreujat com a P2W). En canvi, alguns suggereixen que els pagaments només han d'utilitzar-se per ampliar l'experiència de joc sense afectar el joc en si. També afirmen que el secret està a trobar l'equilibri: fer que els jugadors vulguin pagar per característiques addicionals per fer el joc més especial, garantint al mateix temps que els jugadors que decideixen no pagar no se senten com si estiguessin rebent un producte inferior. La teoria és que els jugadors que no paguen pels elements d'un joc augmentaran la difusió del joc pel boca a boca, enriquint així l'experiència de joc dels altres jugadors, la qual cosa finalment beneficia indirectament el joc a pesar que no es rebin ingressos directes d'aquests jugadors. Una preocupació comuna sobre la categoria free to play és si aquests jocs han de demanar constantment que el jugador compri contingut addicional per poder sobreviure o continuar en el joc, i si és així, en quin moment es converteix en una molèstia o fa que el jugador se senti incòmode sobre aquest tema.